# Sebastián Díaz Aracena
Sebastián Andrés Díaz Aracena (Temuco, 23 de febrero de 1996) es un futbolista chileno que juega de mediocampista en Deportes La Serena de la Primera División de Chile.

## Trayectoria
Debutó en el Torneo de Transición Primera B de Chile el 2013

## Selección nacional
Cuenta con participaciones tanto en la selección sub-17 como la selección sub-20.   

### Participaciones internacionales con la selección
| Competencia                 | Sede      | Resultado    | PJ | Goles |
| --------------------------- | --------- | ------------ | -- | ----- |
| Sudamericano Sub-17 de 2013 | Argentina | Primera fase | 4  | 0     |
| Sudamericano Sub-20 de 2015 | Uruguay   | Primera fase | 3  | 0     |

## Estadísticas
| Club                              | Div.          | Temporada     | Liga  | Liga  | Copas nacionales | Copas nacionales | Torneos internacionales | Torneos internacionales | Total | Total |
| Club                              | Div.          | Temporada     | Part. | Goles | Part.            | Goles            | Part.                   | Goles                   | Part. | Goles |
| --------------------------------- | ------------- | ------------- | ----- | ----- | ---------------- | ---------------- | ----------------------- | ----------------------- | ----- | ----- |
| Unión Temuco · Chile              | 2.ª           | 2013          | 2     | 0     | —                | —                | —                       | —                       | 2     | 0     |
| Unión Temuco · Chile              | Total club    | Total club    | 2     | 0     | 0                | 0                | 0                       | 0                       | 2     | 0     |
| Deportes Temuco · Chile           | 2ª            | 2013-14       | 8     | 0     | —                | —                | —                       | —                       | 8     | 0     |
| Deportes Temuco · Chile           | 2ª            | 2014-15       | 17    | 0     | 6                | 2                | —                       | —                       | 23    | 2     |
| Deportes Temuco · Chile           | 2ª            | 2015-16       | 17    | 1     | —                | —                | —                       | —                       | 17    | 1     |
| Deportes Temuco · Chile           | 1ª            | 2016-17       | 13    | 0     | 4                | 0                | —                       | —                       | 17    | 0     |
| Deportes Temuco · Chile           | 1ª            | 2017          | 10    | 0     | 1                | 0                | —                       | —                       | 11    | 0     |
| Audax Italiano · Chile            | 1ª            | 2018          | 13    | 0     | 5                | 0                | 1                       | 0                       | 19    | 0     |
| Audax Italiano · Chile            | Total club    | Total club    | 13    | 0     | 5                | 0                | 1                       | 0                       | 19    | 0     |
| Deportes Temuco · Chile           | 2ª            | 2019          | 16    | 1     | 3                | 0                | —                       | —                       | 19    | 1     |
| Deportes Temuco · Chile           | 2ª            | 2020          | 25    | 0     | —                | —                | —                       | —                       | 25    | 0     |
| Deportes Temuco · Chile           | 2ª            | 2021          | 31    | 0     | 3                | 0                | —                       | —                       | 34    | 0     |
| Deportes Temuco · Chile           | 2ª            | 2022          | 23    | 1     | —                | —                | —                       | —                       | 26    | 1     |
| Deportes Temuco · Chile           | Total club    | Total club    | 160   | 3     | 17               | 2                | 0                       | 0                       | 177   | 5     |
| Universidad de Concepción · Chile | 2.ª           | 2023          | 15    | 0     | 3                | 0                | —                       | —                       | 18    | 0     |
| Universidad de Concepción · Chile | Total club    | Total club    | 15    | 0     | 3                | 0                | 0                       | 0                       | 18    | 0     |
| La Serena · Chile                 | 2.ª           | 2024          | 19    | 0     | 1                | 0                | —                       | —                       | 20    | 0     |
| La Serena · Chile                 | Total club    | Total club    | 19    | 0     | 1                | 0                | 0                       | 0                       | 20    | 0     |
| Total carrera                     | Total carrera | Total carrera | 209   | 3     | 26               | 2                | 1                       | 0                       | 236   | 5     |
| 1. 2. 3.                          |               |               |       |       |                  |                  |                         |                         |       |       |

## Palmarés

### Campeonatos nacionales
| Título    | Equipo          | País  | Año     |
| --------- | --------------- | ----- | ------- |
| Primera B | Deportes Temuco | Chile | 2015-16 |